# Renderització

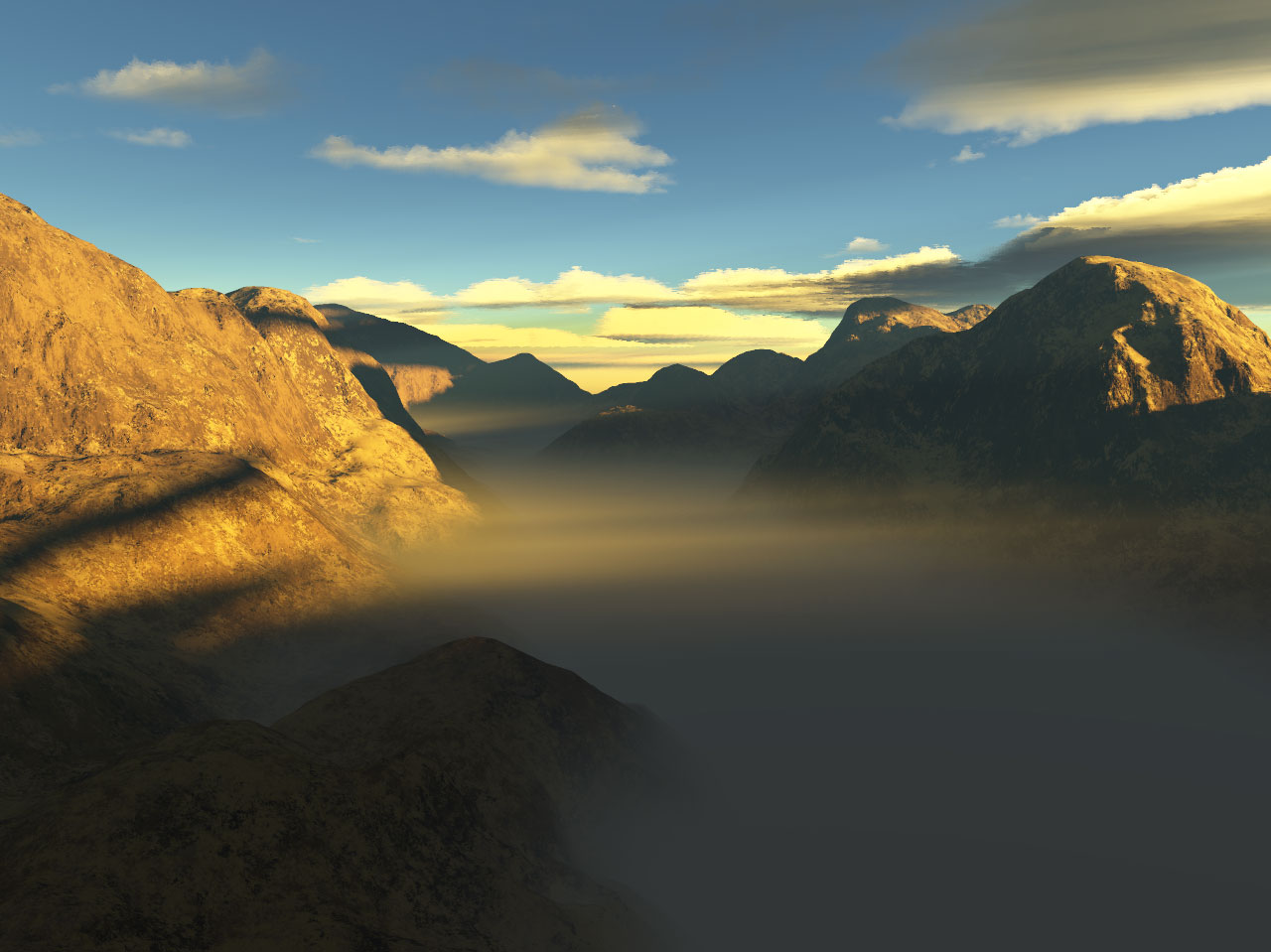
Imatge renderitzada

La renderització (render en anglès) és un terme utilitzat en argot informàtic per referir-se al procés de generar una imatge des d'un model. Aquest terme tècnic és utilitzat pels animadors o productors audiovisuals i en programes de disseny en 3D.
En termes de visualitzacions en un ordinador, més específicament en 3D, la renderització és un procés de càlcul complex desenvolupat per un ordinador destinat a generar una imatge 2D a partir d'una escena 3D. La traducció més fidedigna és interpretació, encara que se sol usar el terme anglès. Així es podria dir que en el procés de renderització l'ordinador interpreta l'escena en tres dimensions i la plasma en una imatge bidimensional.
La renderització s'aplica a la computació gràfica, més comunament a la infografia. En l'àmbit de la infografia aquest procés es desenvolupa amb la finalitat d'imitar un espai 3D format per estructures poligonals, comportament de llums, textures, materials (aigua, fusta, metall, plàstic, roba, etcètera) i animació, simulant ambients i estructures físiques versemblants. Una de les parts més importants dels programes dedicats a la infografia són els motors de renderització, els quals són capaços de realitzar tècniques complexes com radiositat, raytrace (traçador de raigs), canal alfa, reflexió, refracció o il·luminació global.
Quan es treballa en un programa de disseny 3D per ordinador, normalment no és possible visualitzar en temps real l'acabat final desitjat d'una escena 3D complexa, ja que això requereix una potència de càlcul massa elevada, per la qual cosa s'opta per crear l'entorn 3D amb una forma de visualització més simple i tècnica i després generar el lent procés de renderització per aconseguir els resultats finals desitjats. El temps de render depèn en gran manera dels paràmetres establerts en els materials i llums, així com de la configuració del programa de renderitzat.
Normalment cada aplicació de 3D disposa d'un motor de renderitzat, però cal aclarir que existeixen connectors que es dediquen a fer el càlcul dins del programa utilitzant fórmules especials. En el cas dels videojocs, normalment s'utilitzen imatges prerenderitzades per generar les textures i així ajudar el processador de la consola a treballar en l'entorn virtual amb molta més fluïdesa.

## Prerenderització

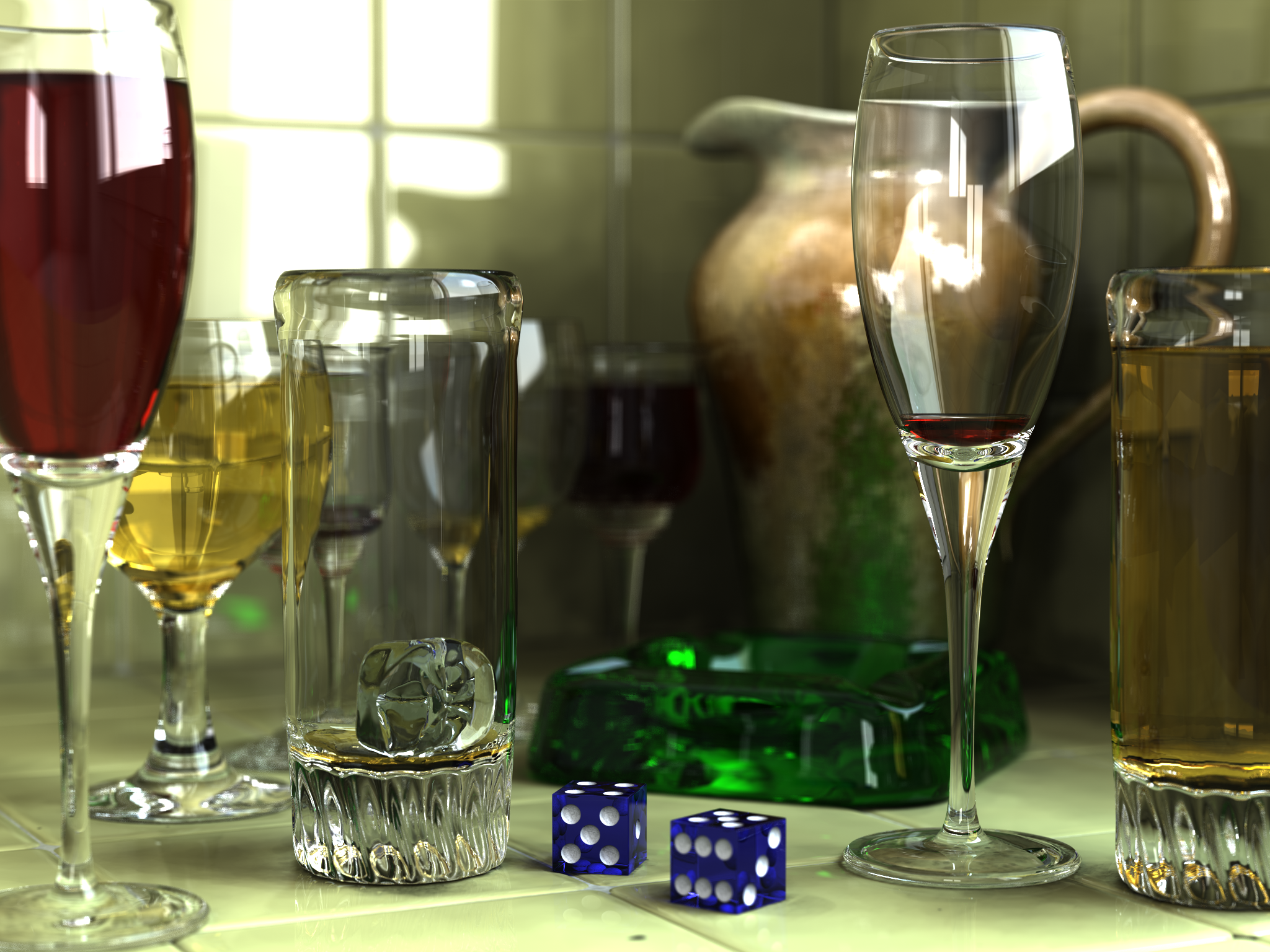
Imatge renderitzada

La prerenderització es basa en l'ús de la imatge o textura en un joc que va ser renderitzada a través d'un motor gràfic molt més potent que el que es fa servir en el joc (un professional), per la qual cosa el motor gràfic del joc només s'ocupa de calcular la posició d'aquesta textura i no de tot el seu contingut, ja que és molt més fàcil per a un ordinador calcular píxels que munts de polígons texturats i afectats per llums, ombres, reflexos, etc.
Es feia servir molt principalment en jocs antics (anteriors al 2003 es podria dir), que eren una barreja de 3D i 2D, ja que l'únic que el motor gràfic calculava en 3 dimensions eren els objectes dinàmics (personatges, objectes que podien ser guardats o utilitzats, etc.) mentre que els fons eren una textura immòbil. S'usaven caixes de col·lisió perquè un personatge pogués simular estar colpejant els objectes d'aquesta textura immòbil, i així no traspassar. El principal desavantatge d'aquest mètode era que no es podia usar una càmera lliure, sinó que el camp de visió del jugador es basava en un munt de posicions predeterminades de la càmera tenint en compte la posició del personatge. Aquest mètode es va utilitzar molt en els primers jocs de sèries com Resident Evil i Dino Crisi, entre d'altres.
Actualment la prerenderització es fa servir només per texturar objectes 3D estàtics. Per exemple, prerenderizant una paret en la qual hi ha una ombra, s'aconsegueix que el motor gràfic no hagi de calcular en cada fotograma la posició i totes les característiques de l'ombra, sinó només la imatge prèviament assignada a l'objecte. També per altres detalls mínims, encara que possiblement en el futur pràcticament no es necessiti pel fet que treu dinamisme als gràfics: prenent com a exemple l'ombra prerenderitzada del cas anterior, aquesta ombra no podria ja ser modificada en altres aspectes com la llum o la posició de l'objecte que l'està generant, ja que el motor gràfic no ho està calculant.

## Usos erronis de la paraula «render»
Des de fa diversos anys, dissenyadors aficionats han anomenat «render» aquelles imatges que fan servir el canal alfa per eliminar-ne el fons i facilitar-ne l'edició, tot i que aquesta edició no fa servir cap motor de renderització. Aquest terme, mal utilitzat, s'ha expandit per tot Internet, amb especial influència en pàgines on es publiquen tutorials gratuïts d'edició d'imatges digitals, causant així que nous dissenyadors aficionats utilitzin de forma errònia el terme «render».